# Eurythmia angulella
Eurythmia angulella är en fjärilsart som beskrevs av Charles Russell Ely 1910. Eurythmia angulella ingår i släktet Eurythmia och familjen mott. Inga underarter finns listade i Catalogue of Life.